# VIVA Comet 2012 (Polen)

VIVA-Comet-Logo 2012 in Polen

Der 5. polnische VIVA Comet wurde am 23. Februar 2012 in der EXPO XXI Halle in Warschau verliehen. Das Hauptthema beim 5. Cometen war die Fußball-Europameisterschaft 2012 in Polen und der Ukraine. Die meisten Preise gewann Ewa Farna.

## Nominierungen

### Zespół roku (Band des Jahres)
- Video
- Afromental
- Feel
- Kalwi & Remi

### Artysta roku (Künstler des Jahres)
- Wojciech Łuszczykiewicz
- Mezo
- Pezet
- Mrozu

### Artystka roku (Künstlerin des Jahres)
- Ewa Farna
- Sylwia Grzeszczak
- Edyta Górniak
- Marina Łuczenko

### Debiut roku (Debüt des Jahres)
- Honey
- Patricia Kazadi
- Ellie

### Przebój roku (Hit des Jahres)
- Sylwia Grzeszczak – Małe rzeczy
- Video – Papieros
- Edyta Górniak – Teraz tu
- Natalia Kukulska – Wierność jest nudna

### Image roku (Image des Jahres)
- Edyta Górniak
- Marina Łuczenko
- Afromental
- Ewa Farna

### Teledysk roku (Video des Jahres)
- Doda – XXX
- Afromental – Rollin’ with You
- Marina Łuczenko – Electric Bass
- Edyta Górniak – Teraz tu

### Płyta roku (Album des Jahres)
- Video – Nie obchodzi nas rock
- Afromental – The B.O.M.B.
- Marina Łuczenko – Hard Beat
- Sylwia Grzeszczak – Sen o przyszłości

### Najlepsze na VIVA-tv.pl (Das Beste auf VIVA-tv.pl)
- Ewa Farna – Bez Łez
- Honey – Runaway
- Kalwi & Remi – You & I
- Mrozu – Kryzys

### Dzwonek roku (Klingelton des Jahres)
- Ewa Farna – Bez Łez
- Sylwia Grzeszczak – Małe rzeczy
- Natalia Kukulska – Wierność jest nudna
- Video – Papieros

### Fan roku (Fan des Jahres)
Diese Kategorie wird von VIVA Polska an die Person vergeben, die im vergangenen Jahr am meisten bei Facebook vertreten war.

## Liveacts
Als Showacts traten auf:
- Afromental
- Amanda Wilson
- Ewa Farna
- Edyta Górniak
- Kalwi & Remi
- Marina Łuczenko
- Mezo
- Mrozu
- Sylwia Grzeszczak
- Video